# Nośność gruntu
Nośność gruntu – zdolność gruntu do przenoszenia obciążeń, jakim ten grunt podlega. Według Polskiej Normy PN-81/B-03020 w obliczeniach nośności uwzględnia się najbardziej niekorzystny wariant odkształcenia podłoża. Naprężenie graniczne to teoretyczne maksymalne naprężenie, które może być przenoszone przez grunt bez jego zniszczenia. Natomiast dopuszczalne naprężenie to naprężenie graniczne podzielone przez współczynnik bezpieczeństwa F. Dwie podstawowe przyczyny awarii budowlanych to osiadanie właściwe oraz osiadanie wskutek uplastycznienia gruntu wynikającego z naprężeń ścinających. Warianty te są wyrażone za pomocą stanów granicznych.

## Stany graniczne

### I stan graniczny[1]
Jest ona maksymalnym średnim obciążeniem przyłożonym na granicy pomiędzy fundamentem a gruntem, które nie powoduje uplastycznienia gruntu, zwanym odporem granicznym. Dopuszczalne obciążenie to odpór graniczny pomnożony przez współczynnik bezpieczeństwa. Warunek I stanu granicznego:
{\displaystyle Q_{r}\leqslant m\cdot Q_{f},}
gdzie:
{\displaystyle Q_{r}} – obliczeniowa wartość obciążenia,
{\displaystyle Q_{f}} – odpór graniczny podłoża,
{\displaystyle m} – współczynnik korekcyjny (zależny od metody wyznaczania parametrów geotechnicznych i metody obliczania {\displaystyle Q_{f}}).
Ogólny wzór na nośność posadowień bezpośrednich został podany w 1943 przez Karla Terzaghi’ego.
Dla stóp kwadratowych:
{\displaystyle q_{ult}=1{,}3c'N_{c}+\sigma '_{zD}N_{q}+0{,}4\gamma 'BN_{\gamma }.}
Dla ław fundamentowych:
{\displaystyle q_{ult}=c'N_{c}+\sigma '_{zD}N_{q}+0{,}5\gamma 'BN_{\gamma }.}
Dla stóp kolistych:
{\displaystyle q_{ult}=1{,}3c'N_{c}+\sigma '_{zD}N_{q}+0{,}3\gamma 'BN_{\gamma },}
gdzie:
{\displaystyle N_{q}={\frac {e^{2\pi \left(0{,}75-\phi '/360\right)\operatorname {tg} \phi '}}{2\cos ^{2}\left(45+\phi '/2\right)}},}
{\displaystyle N_{c}=5{,}7}   dla {\displaystyle \phi '=0,}
{\displaystyle N_{c}={\frac {N_{q}-1}{\operatorname {tg} \phi '}}}   dla {\displaystyle \phi '>0,}
{\displaystyle N_{\gamma }={\frac {\operatorname {tg} \phi '}{2}}\left({\frac {K_{p\gamma }}{\cos ^{2}\phi '}}-1\right),}
{\displaystyle c'} – spoistość efektywna,
{\displaystyle \sigma '_{zD}} – pionowe naprężenie efektywne na głębokości posadowienia,
{\displaystyle \gamma '} – efektywne obciążenie, gdy grunt jest nawodniony lub całkowite gdy nie nawodniony,
{\displaystyle B} – szerokość lub średnica posadowienia,
{\displaystyle \phi '} – efektywny kąt tarcia wewnętrznego,
{\displaystyle K_{p\gamma }} – współczynnik parcia biernego (odporu), który uzyskuje się z tabeli.
| φ′  | 0°   | 5°   | 10°  | 15°  | 20°  | 25°  | 30°  | 35°  | 40°   | 45°   |
| Kpγ | 10,2 | 12,3 | 14,2 | 18,3 | 25,1 | 35,0 | 51,9 | 81,9 | 141,0 | 298,0 |
Poniższe uproszczenie {\displaystyle K_{p\gamma }} daje dokładność w granicach 10%:
{\displaystyle N_{\gamma }={\frac {2\left(N_{q}+1\right)\operatorname {tg} \phi '}{1+0{,}4\sin 4\phi '}}.}

### II stan graniczny
Na terenie charakteryzującym się gruntem o znacznej ściśliwości (np. torfy) pod obciążonymi fundamentami mogą pojawić się znaczne osiadania bez uplastycznienia. W takich przypadkach dla ustalenia maksymalnej nośności bierze się pod uwagę maksymalne dopuszczalne odkształcenie. Warunek II stanu granicznego:
{\displaystyle [S]\leqslant [S]_{dop},}
gdzie:
[S] – przemieszczenia lub odkształcenia (osiadania, przechylenie, odkształcenie konstrukcji),
[S]dop – maksymalne dopuszczalne przemieszczenia lub odkształcenia.